# Мухаммед І ібн аль-Аглаб
Абу'л Аббас Мухаммед І ібн аль-Аглаб (араб. أبو العباس محمد بن الأغلب; нар. 788 — 856) — 5-й емір держави Аглабідів в 841—856 роках.

## Життєпис
Походив з династії Аглабідів. Син еміра Абу Ікаля. Народився 788 року в Кайруані. Про молоді роки обмаль відомостей. Після смерті батька 841 року посів трон.
Посилив агресивну зовнішню політику з метою підкорення Сицилії та Південної Італії. Спочатку наприкінці 842 або на початку 843 року за підтримки флоту з Таренту та загонів неаполітанського дуки Сергія I вдалося захопити Мессіну. Невдовзі було захоплено Барі, яка стала важливою базою мусульман. Мухаммад I сприяв там утворенню 847 року Барійського емірату, залежного від Аглабідів.
845 року вдалося раптово зайняти фортецю Модіку. Того ж року у битві біля Бутери аглабідська армія завдала візантійцям нищівної поразки. В результаті вдалося зайняти місто Леонтіни неподалік від Сиракуз. 848 року захоплено важливу фортецю Рагуза на південному сході Сицилії. Водночас завдано поразки візантійському флоту в битві біля Палермо. Згодом здійснювали набіги на рештки візантійських володінь в Сицилії, але захопити фортецю Енну не вдалося.
846 року емір особисто очолив похід на Рим. Спочатку було захоплено Понцу і Остію. Потім аглабідські війська піднялися Тибром до самого Рима, захопивши усю територію поза межами Стін Авреліана, зокрема було пограбовано Ватиканський пагорб і собор Святого Петра. Мухаммед I відправив інший загін, який захопив фортецю і порт Чентумчели. Проти мусульман виступив король Італії Людовик II, але зазнав нищівної поразки. Спроба подолати Стіни Авреліана виявилася невдалою. Зрештою під тиском Сергія I, дуки Неаполя, та Гі I, герцога Сполето, емір відступив від Риму з великою здобиччю, залишивши загони в Остії. Водночас інші загони сплюндрували Сардинію і Корсику, де місцеві феодали та сільські комуни стали платити данину емірові. Також зміцнено арабські піратські бази в Ольбії та Кальярі на Сардинії, і в Боніфачо та Аяччо на Корсиці.
За час відсутності еміра владу захопив його брат Абу Джа'фар Ахмед. Проте вже 847 року Мухаммед I відновився на троні, відправивши заколотника у вигнання.
У наступні роки здійснено походи проти Сардинії, юдик якої мусив визнати зверхність Аглабідів і сплачувати данину. 849 року розпочав новий похід на Лаціум, втім у морській битві при Остії флот Аглабідів зазнав нищівної поразки від коаліції південноіталійських держав і папського престолу.
У внутрішній політиці підтримував розвиток сільського господарства, ремісництва і торгівлі. Сприяв розбудові міст. За його панування було зведено великі мечеті в Сусі і Сфаксі. Водночас відбувається його відхід від мутазилізму до малікізму, оскільки прихильники першого сприяли заколоту 846 року. Мухаммед I призначив 847 року малікітського каді Сахнуна ібн Саїда головним каді Іфрікії. Той у 849 році оголосив малікізм головною релігійною доктриною держави.
У 856 році емір висадився з військом в Палермо, готуючи нову військову кампанію проти візантійців, проте раптово помер тут невдовзі. Йому спадкував син Ахмед.